# Duarte de Meneses (Gouverneur von Ceuta)

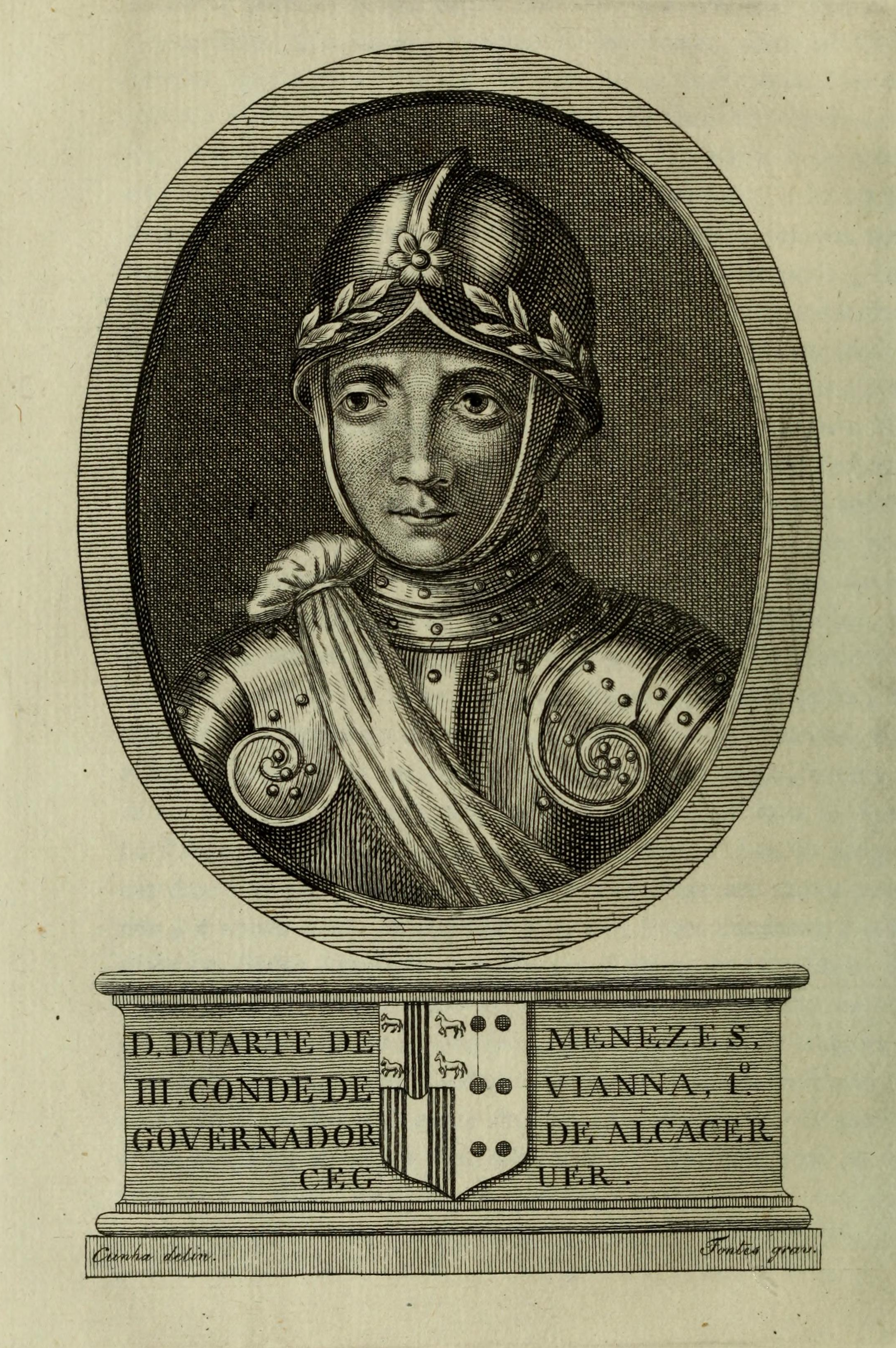
Duarte de Meneses als erster Gouverneur von Alcácer-Ceguer.

Duarte de Meneses, auch Duarte de Menezes (* 1414 in Lissabon; † 29. Januar 1464 in den Benacofu-Höhen, heute Marokko) war ein portugiesischer Offizier und Kolonialverwalter.

## Leben
Duarte de Meneses wurde 1414 in der portugiesischen Hauptstadt Lissabon geboren, als unehelicher Sohn von Pedro de Meneses, dem ersten Grafen von Vila Real, der 1415 nach der Eroberung Ceutas (im heutigen Marokko) dort erster portugiesischer Gouverneur wurde. 1424 erkannte Pedro seinen Sohn Duarte an.
Duarte de Meneses war zweiter Graf von Viana (Conde de Viana (da Foz do Lima)) und war zweimal Gouverneur Ceutas, in Vertretung seines Vaters 1430–1434 und 1437–1438.
Für seine militärischen Verdienste wurden ihm mehrere Ränge und Titel verliehen. So war er Alferes-mor de Portugal, ein hoher Offiziersrang, der die Heeresführung und das Tragen der Reichsfahne auf dem Schlachtfeld bedeutete. Er wurde zudem Alcaide von Beja, Herr (Senhor) von Almeida und Fronteiro (Garnisonschef) von Pombal. Er war außerdem Aio (Hauslehrer) und Berater des heranwachsenden Dom Pedro.
1458 war er an der Eroberung von Alcácer-Ceguer im heutigen Marokko beteiligt, dessen Gouverneur er danach wurde.
Im Frühjahr 1464 bestand König D. Afonso V. auf eine Expedition in die Höhen von Benacofu (auch Benagorfate), in den Ausläufern des Rif-Gebirgszugs nahe Tétouan. Duarte de Meneses begleite die Expedition, die am 29. Januar 1464 dort auf unerwartet großen Widerstand stieß. Meneses deckte mit seinen Leuten den Rückzug des Königs, der entkommen konnte. Meneses selbst fiel dabei in die Hände der Verteidiger und wurde getötet.

## Nennung in den Lusiaden
Luís de Camões besang in seinem 1572 erstmals erschienenen Epos Die Lusiaden, in der 38. Strophe im achten Gesang, den Grafen Pedro und den „anderen Grafen“, „der Ruhm errungen, dem Kriegsgott gleich an Kämpfen und Gebaren“. Gemeint sind hier Pedro de Meneses, erster Graf von Vila Real, und sein Sohn Duarte de Meneses, zweiter Graf von Viana.
Camões spielt hier auf die militärischen Verdienste sowohl des Vaters Pedro, u. a. bei der Eroberung Ceutas, als auch des Sohnes Duarte an, der sich mehrfach als Offizier hervortat, bis er dem König das Leben rettete und dabei selbst umkam.